# كاني سور (سقز)
قرية كاني سور (بالكردية: کانی سوور) هي إحدى القرى التابعة لـتيله کو في ريف قسم زيويه من مقاطعة سقز، في محافظة كردستان الإيرانية.

## السكان
حسب إحصاءات سنة 2006، بلغ إجمالي السكان في كاني سور 232 نسمة وعدد المساكن 48 مسكن. لغة سكان كاني سور هي اللغة الكردية و هم من أهل السنة والجماعة والمذهب الشافعي.